# Maisdörpe
Maisdörpe ist eine Hofschaft in Hückeswagen im Oberbergischen Kreis im Regierungsbezirk Köln in Nordrhein-Westfalen (Deutschland).

## Lage und Verkehrsanbindung
Maisdörpe liegt im südwestlichen Hückeswagen an der Grenze zu Remscheid und Wermelskirchen in der Nähe von Scheideweg. Weitere Nachbarorte sind Oberdorp, Niederdorp, Stoote und Remscheid-Bornbach. Die Ortschaft ist über einen Stichweg von der Landesstraße 101 zwischen Scheideweg und Dreibäumen erreichbar.
Im Ort entspringt der gleichnamige Bach Maisdörpe, ein Zufluss des Bachs Dörpe, der in seinem späteren Verlauf in die Wuppertalsperre mündet. Das Gelände des Golfplatzes Dreibäumen umgibt Maisdörpe auf drei Seiten.

## Geschichte
1481 wurde der Ort das erste Mal in der Spendenliste für Marienaltar der Hückeswagener Kirche urkundlich erwähnt. Schreibweise der Erstnennung: Mey tor Durppe.
Im 18. Jahrhundert gehörte der Ort zum  bergischen Amt Bornefeld-Hückeswagen. 1815/16 lebten 7 Einwohner im Ort. 1832 gehörte Maisdörpe der Großen Honschaft an, die ein Teil der Hückeswagener Außenbürgerschaft innerhalb der Bürgermeisterei Hückeswagen war. Der laut der Statistik und Topographie des Regierungsbezirks Düsseldorf als Weiler kategorisierte Ort besaß zu dieser Zeit zwei Wohnhäuser und vier landwirtschaftliche Gebäude. Zu dieser Zeit lebten 20 Einwohner im Ort, allesamt evangelischen Glaubens.
Im Gemeindelexikon für die Provinz Rheinland werden für 1885 zwei Wohnhäuser mit 11 Einwohnern angegeben. Der Ort gehörte zu dieser Zeit zur Landgemeinde Neuhückeswagen innerhalb des Kreises Lennep. 1895 besitzt der Ort drei Wohnhäuser mit 18 Einwohnern, 1905 drei Wohnhäuser und 17 Einwohner.

## Wander- und Radwege
Folgende Wanderwege führen durch den Ort:
- Der Ortswanderweg = von Großkatern nach Kräwinklerbrücke